# Trembleya parviflora
Trembleya parviflora är en tvåhjärtbladig växtart som beskrevs av Célestin Alfred Cogniaux. Trembleya parviflora ingår i släktet Trembleya och familjen Melastomataceae. Inga underarter finns listade i Catalogue of Life.

## Bildgalleri

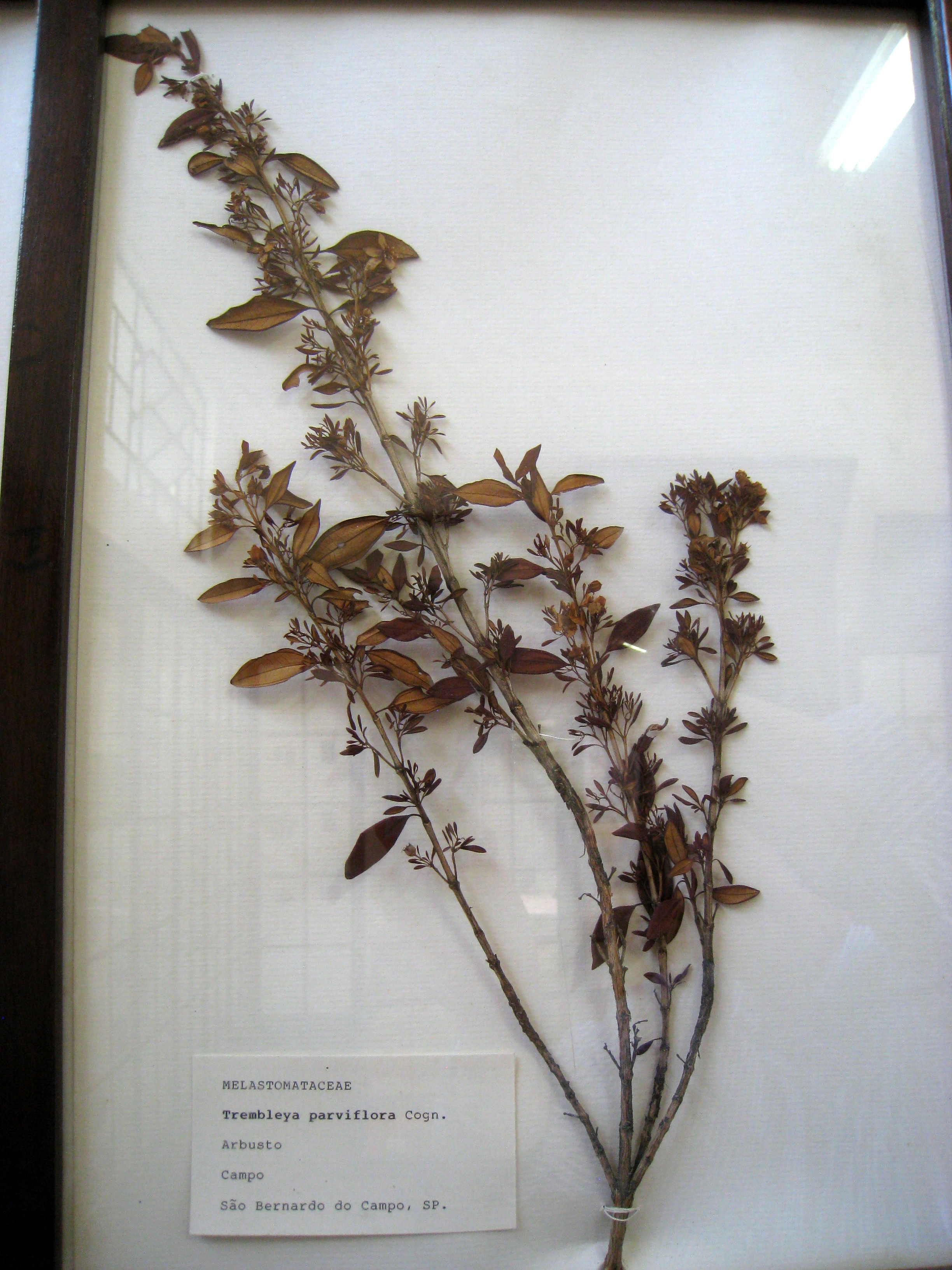